# المدرسة الوطنية للمواثيق
المدرسة الوطنية للمواثيق (الإنجليزية: National School of Charters؛ الفرنسية: École Nationale des Chartes) هي Grande école، تأسست في 1822، في فرنسا، وهي عضوة في جامعة باريس للعلوم والآداب، واتحاد كوبرين ‏.